# La Thuile (Ý)
La Thuile là một đô thị ở thung lũng Aosta của Ý. Đô thị này có diện tích 125 km2, dân số 715 người.
Đô thị La Thuile có làng trực thuộc: Entreves, Arly, Moulin, Grande Golette, Piccola Golette, Buic, Thovex, Villaret, Pera Carà.
Đô thị này giáp các đô thị sau: Arvier, Avise, Bourg-Saint-Maurice (FR-73), Courmayeur, La Salle, Montvalezan (FR-73), Morgex, Prè-Saint-Didier, Sainte-Foy-Tarentaise (FR-73), Séez (FR-73), Valgrisenche.

## Biến động dân số
| Allein • Antey-Saint-André • Aoste • Arnad • Arvier • Avise • Ayas • Aymavilles • Bard • Bionaz • Brissogne • Brusson • Challand-Saint-Anselme • Challand-Saint-Victor • Chambave • Chamois • Champdepraz • Champorcher • Charvensod • Châtilon • Cogne • Courmayeur • Donnas • Doues • Emarèse • Etroubles • Fontainemore • Fénis • Gaby • Gignod • Gressan • Gressoney-La-Trinité • Gressoney-Saint-Jean • Hône • Introd • Issime • Issogne • Jovençan • La Magdeleine • La Salle • La Thuile • Lillianes • Montjovet • Morgex • Nus • Ollomont • Oyace • Perloz • Pollein • Pont-Saint-Martin • Pontboset • Pontey • Pré-Saint-Didier • Quart • Rhêmes-Notre-Dame • Rhêmes-Saint-Georges • Roisan • Saint-Christophe • Saint-Denis • Saint-Marcel • Saint-Nicolas • Saint-Oyen • Saint-Pierre • Saint-Rhémy-en-Bosses • Saint-Vincent • Sarre • Torgnon • Valgrisenche • Valpelline • Valsavarenche • Valtournenche • Verrayes • Verres • Villeneuve |